# نوکیا ان۹۶
نوکیا ان۹۶ یک گوشی از سری ان شرکت نوکیا است که قابل توجه‌ترین ویژگی آن دارا بودن از ۱۶ گیگابایت حافظهٔ درونی است. مجهز به دوربین ۵ مگاپیکسل با عدسی کارل زایس و فوکوس خودکار، سازگار با سامانهٔ بازی‌های ان-گیج، دارای جی‌پی‌اس، رادیو اف‌ام، بلوتوث و از جاوا هم پشتیبانی می‌کند. ان۹۶ از سیستم‌عامل سیمبیان نسخه ۹٫۳ و واسط کاربری سری ۶۰ ویرایش سوم بهره می‌برد.

## مشخصات کلی
| عمومی                   |                                                                                            |
| تاریخ معرفی             | فوریه ۲۰۰۸                                                                                 |
| شبکه نسل دوم            | جی‌اس‌ام ۸۵۰ / ۹۰۰ / ۱۸۰۰ / ۱۹۰۰                                                             |
| شبکه نسل سوم            | اچ‌اس‌دی‌پی‌ای ۹۰۰ / ۲۱۰۰                                                                      |
| ظاهری                   |                                                                                            |
| ابعاد                   | ۱۸×۵۵×۱۰۳ میلی‌متر                                                                          |
| وزن                     | ۱۲۵ گرم                                                                                    |
| رنگ                     | مشکی، نقره‌ای                                                                               |
| شکل                     | کشویی دو طرفه                                                                              |
| نمایشگر                 |                                                                                            |
| نوع                     | تی‌اف‌تی، ۱۶٫۷ میلیون رنگ                                                                    |
| اندازه                  | ۲٫۸ اینچ                                                                                   |
| دقت                     | ۳۲۰×۲۴۰ پیکسل                                                                              |
| قابلیت‌ها                | حسگر شتاب‌سنج برای چرخش خودکار                                                              |
| دوربین                  |                                                                                            |
| کیفیت                   | ۵ مگاپیکسل                                                                                 |
| اندازه تصویر            | ۱۹۴۴×۲۵۹۲ پیکسل                                                                            |
| فیلم‌برداری              | وی‌جی‌ای، ۴۸۰×۶۴۰ پیکسل ۳۰ فریم بر ثانیه                                                     |
| فلاش                    | ال‌ئی‌دی دوتایی                                                                              |
| قابلیت‌ها                | بزرگ‌نمایی دیجیتالی ۸ برابر، عدسی کارل زایس، فوکوس خودکار                                   |
| دوربین دوم              | وی‌جی‌ای برای مکالمه تصویری                                                                  |
| باتری                   |                                                                                            |
| نوع                     | باتری لیتیوم یون ۹۵۰ میلی‌آمپرساعت (BL-5F)                                                  |
| زمان آماده‌باش           | ۲۲۰ ساعت (نسل ۲) ۱۹۲ ساعت (نسل ۳)                                                          |
| زمان مکالمه             | ۳ ساعت و ۴۰ دقیقه (نسل ۲) ۲ ساعت و ۳۶ دقیقه (نسل ۳)                                        |
| چندرسانه‌ای              |                                                                                            |
| پخش موسیقی              | MP3/WMA/WAV/RA/AAC/M4A                                                                     |
| پخش ویدئویی             | WMV/RV/MP4/3GP                                                                             |
| رادیو                   | رادیو اف‌ام استریو با آردی‌اس                                                                |
| حافظه                   |                                                                                            |
| حافظه رم                | ۱۲۸ مگابایت                                                                                |
| حافظه داخلی             | ۱۶ گیگابایت                                                                                |
| کارت حافظه              | میکرو اس‌دی، قابلیت افزایش تا ۱۶ گیگابایت                                                   |
| زنگ گوشی                |                                                                                            |
| نوع                     | پلی‌فونیک، مونوفونیک، ام‌پی‌تری                                                               |
| لرزاننده                | دارد                                                                                       |
| مدیریت تماس             |                                                                                            |
| دفترچه تلفن             | نامحدود                                                                                    |
| گزارش تماس‌ها            | با جزئیات، حداکثر ۳۰ روز                                                                   |
| فرمان و شماره‌گیری صوتی  | دارد                                                                                       |
| نمایش تصویر تماس گیرنده | دارد                                                                                       |
| ارتباطی                 |                                                                                            |
| جی‌پی‌آراس                | کلاس ۳۲، ۱۰۷ کیلوبیت بر ثانیه                                                              |
| اچ‌اس‌سی‌اس‌دی              | دارد                                                                                       |
| ئی‌دی‌جی‌ئی                | کلاس ۳۲، ۲۹۶ کیلوبیت بر ثانیه دی‌تی‌ام کلاس ۱۱، ۱۷۷ کیلوبیت بر ثانیه                         |
| ۳جی                     | اچ‌اس‌دی‌پی‌ای، ۳٫۶ مگابیت بر ثانیه                                                            |
| شبکه محلی بیسیم         | دارد                                                                                       |
| بلوتوث                  | دارد، نسخه ۲                                                                               |
| فروسرخ                  | ندارد                                                                                      |
| یواس‌بی                  | میکرو یواس‌بی نسخه ۲                                                                        |
| نرم‌افزاری               |                                                                                            |
| سیستم‌عامل               | سیمبیان ۹٫۳                                                                                |
| واسط کاربری             | سری ۶۰ ویرایش سوم                                                                          |
| پشتیبانی جاوا           | دارد                                                                                       |
| سایر                    |                                                                                            |
| پردازنده                | Dual ARM 9 264 MHz                                                                         |
| جی‌پی‌اس                  | دارد به همراه پشتیبانی ای-جی‌پی‌اس                                                           |
| پیام‌رسانی               | پیام‌کوتاه، پیام چندرسانه‌ای، پست الکترونیکی، پیام فوری                                      |
| پست الکترونیکی          | آی‌ام‌ای‌پی، پی‌ئوپی۳، اس‌ام‌تی‌پی                                                                |
| مرورگر اینترنت          | اچ‌تی‌ام‌ال، اکس‌اچ‌تی‌ام‌ال، وی‌ای‌پی                                                              |
| نمایش مستندات           | پی‌دی‌اف، ورد، اکسل، پاورپوینت                                                               |
| بازی                    | دارد، سازگاری با بازی‌های ان-گیج                                                            |
|                         | تی۹ ویرایشگر تصویر و ویدئو ورودی صوتی ۳٫۵ میلی‌متر خروجی تلویزیون گیرنده تلویزیون دی‌وی‌بی-اچ |